# Anthony Crolla
Anthony Crolla est un boxeur anglais né le 16 novembre 1986 à Manchester.

## Carrière
Champion britannique des poids super-plumes en 2010, il récidive en 2011 en poids légers puis remporte le titre vacant de champion du monde WBA de la catégorie le 21 novembre 2015 en battant par KO au 5e round Darleys Perez. Crolla conserve son titre le 7 mai 2016 en battant Ismael Barroso par KO au 7e round puis s'incline aux points contre Jorge Linares le 24 septembre 2016.
La 12 avril 2019, il affronte Vasyl Lomachenko, nouveau champion WBA et champion WBC des poids légers, et s'incline par KO au 4e round.